# Jaz Coleman
Pour les articles homonymes, voir Coleman.

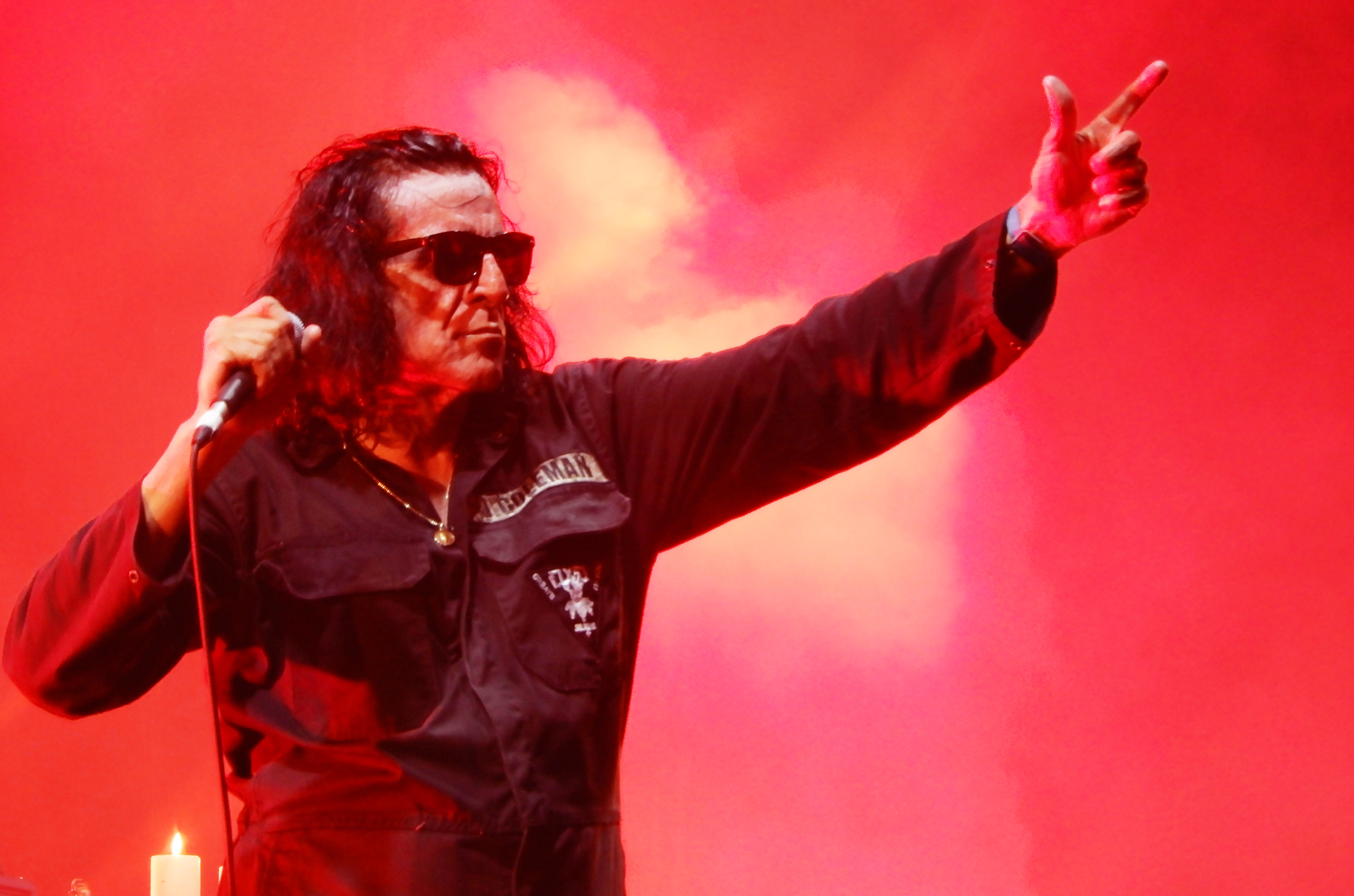
Jaz Coleman avec Killing Joke au Hellfest 2022.

Jaz Coleman (né Jeremy Coleman, à Cheltenham en Angleterre, le 26 février 1960) est un musicien, chanteur, auteur-compositeur et producteur de musique néo-zélandais d'origine britannique. Il est surtout connu pour son rôle de chanteur et leader charismatique au sein du groupe de post-punk/new wave/metal industriel Killing Joke. Il a en outre composé des œuvres pour orchestre symphonique et produit divers groupes, comme Oceania et Čechomor.

## Carrière

### Jeunesse
Coleman naît à Cheltenham, Royaume-Uni, le 26 février 1960, de père anglais et de mère indienne tous deux enseignants. Il commence à prendre des leçons de piano et de violon à l'âge de six ans, et est ensuite membre de plusieurs ensembles de chorale en Angleterre. Brian Jones, membre fondateur des Rolling Stones, est un ami de la famille, particulièrement proche de la grand-mère de Coleman. Ce dernier garde des souvenirs précis des excès du jeune musicien, se remémorant entre autres que Jones a ravagé la maison familiale à trois reprises.
Durant son adolescence, il gagne plusieurs prix de violon puis, jeune homme, étudie l'opéra, la composition musicale et l'orchestration. Il part en Suisse pendant trois ans pour étudier les systèmes bancaires internationaux.

### Killing Joke

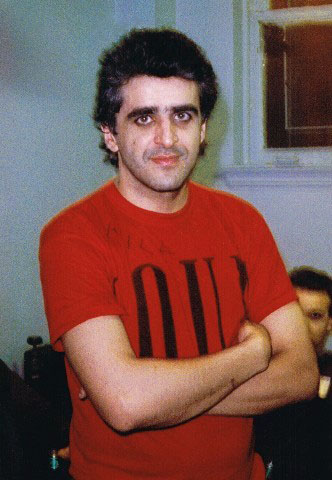
Coleman en coulisses après un concert de Killing Joke, 1991.

Fin 1978 il fonde le groupe Killing Joke avec le batteur Paul Ferguson à Notting Hill, quartier londonien. Leur premier single sort en octobre 1979 et leur premier album en 1980. Grâce aux talents de Coleman en tant que chanteur et claviériste, et à l'addition de Geordie Walker comme guitariste, le groupe s'impose comme un des pionniers du son post-punk et aussi précurseur du metal industriel et du metal. Coleman, connu pour promouvoir des opinions politiques et sociales radicales et subversives, voit sa vie publique fortement teintée par son rôle au sein de Killing Joke. Il est de fait parfois difficile de séparer les faits réels de la légende. Il est également connu pour son extraordinaire présence scénique, souvent visuellement agressive, et transforme en rituels ses apparitions sur scène. Il est toujours impliqué dans Killing Joke, tant en studio qu'en tournée.

## Influences et travaux musicaux
Coleman a étudié et joué des musiques originaires de nombreuses cultures. Il a étudié la musique arabe au conservatoire du Caire et a une passion pour les musiques traditionnelles tchèque et māori, entre autres. L'une de ses pièces en langue et musique māori s'appelle Second Symphony for Maori Voice and Orchestra.
Avec la collaboration d'Anne Dudley du collectif Art of Noise, il coécrit et joue sur l'album Songs form the Victorious City, sorti en 1990 et fortement teinté de musique moyen-orientale. Le titre fait référence à la ville du Caire, en Égypte. En 1995 il sort le premier de ses trois albums de musique rock symphonique : Us and Them: Symphonic Pink Floyd. Suivra, en 1997, Kashmir: the Symphonic Led Zeppelin. Les deux albums sont écrits et produits par ses soins, avec, à la direction du London Philharmonic Orchestra, le chef d'orchestre Peter Scholes. En 1999 il arrange pour orchestre et produit un album basé sur les thèmes musicaux les plus célèbres des Doors, sorti en 2000 : Riders on the Storm : the Doors Concerto. Il a travaillé plusieurs fois avec le New Zealand Symphony Orchestra, l'Auckland Philharmonic, et est compositeur résident de l'orchestre symphonique de Prague.
On lui doit une version officielle en langue māori de l'hymne national de la Nouvelle-Zélande, qu'il présente comme « [sa] chanson préférée ». Coleman dit avoir convaincu l'artiste māori Hinewehi Mohi de chanter l'hymne dans cette langue plutôt qu'en anglais, à l'occasion d'un match disputé à Twickenham par les All Blacks pendant la coupe du monde de rugby de 1999. Après une controverse nationale et un débat parlementaire, la version en māori a été jugée acceptable,.
En 2003, avec son frère Piers, professeur de physique théorique à l'Université Rutgers, Jaz Coleman a créé sur commande une œuvre musicale intitulée Music of the Quantum, jouée pour la première fois à l'Université Columbia le 22 mars de la même année. Selon le site de l'Université Rutgers, cette œuvre pour quintet (violon, accordéon, harpes et contrebasse) a pour but de « mettre en musique certains thèmes du monde quantique émergeant ».
Le 27 septembre 2010, lors d'une cérémonie qui s'est déroulée au Casino de Paris, Jaz Coleman a été décoré de l'ordre de Chevalier des Arts et des Lettres, qui lui a été remis par Francis Bardot,.
En 2016, Jaz Coleman collabore avec l'artiste Leonardo Marcos pour un événement de poésie digitale, d'art vivant et de lectures poétiques intitulé Sensualism ! A digital experience poetry with Leonardo Marcos and Jaz Coleman à L’Hôtel Particulier dans le cadre du Mois Particulier à Paris. L'année suivante, en 2017, Jaz Coleman renouvelle sa collaboration avec Leonardo Marcos aux côtés d'Arielle Dombasle et de Romain Turzi pour l'événement Sensualism - Mysticism à l'Église Saint-Merri.
En 2019, Coleman sort sur le label Spinefarm un double album de réinterprétations symphoniques de morceaux de Killing Joke, intitulé Magna Invocatio: A Gnostic Mass for Choir and Orchestra Inspired by the Sublime Music of Killing Joke et accompagné par l'orchestre philharmonique de Saint-Petersbourg.

## Filmographie
En 2002, Coleman a joué son propre rôle dans le film tchèque de Petr Zelenka, Rok Ďábla (L'Année du diable). Le film a reçu plusieurs prix en République tchèque. Changeant à nouveau de domaine artistique, il a ensuite co-réalisé un film fiction-documentaire intitulé The Death and Resurrection Show, du même titre que l'un des morceaux de l'album homonyme de Killing Joke de 2003.

## Killing Joke, Coleman et le monde de l'occulte

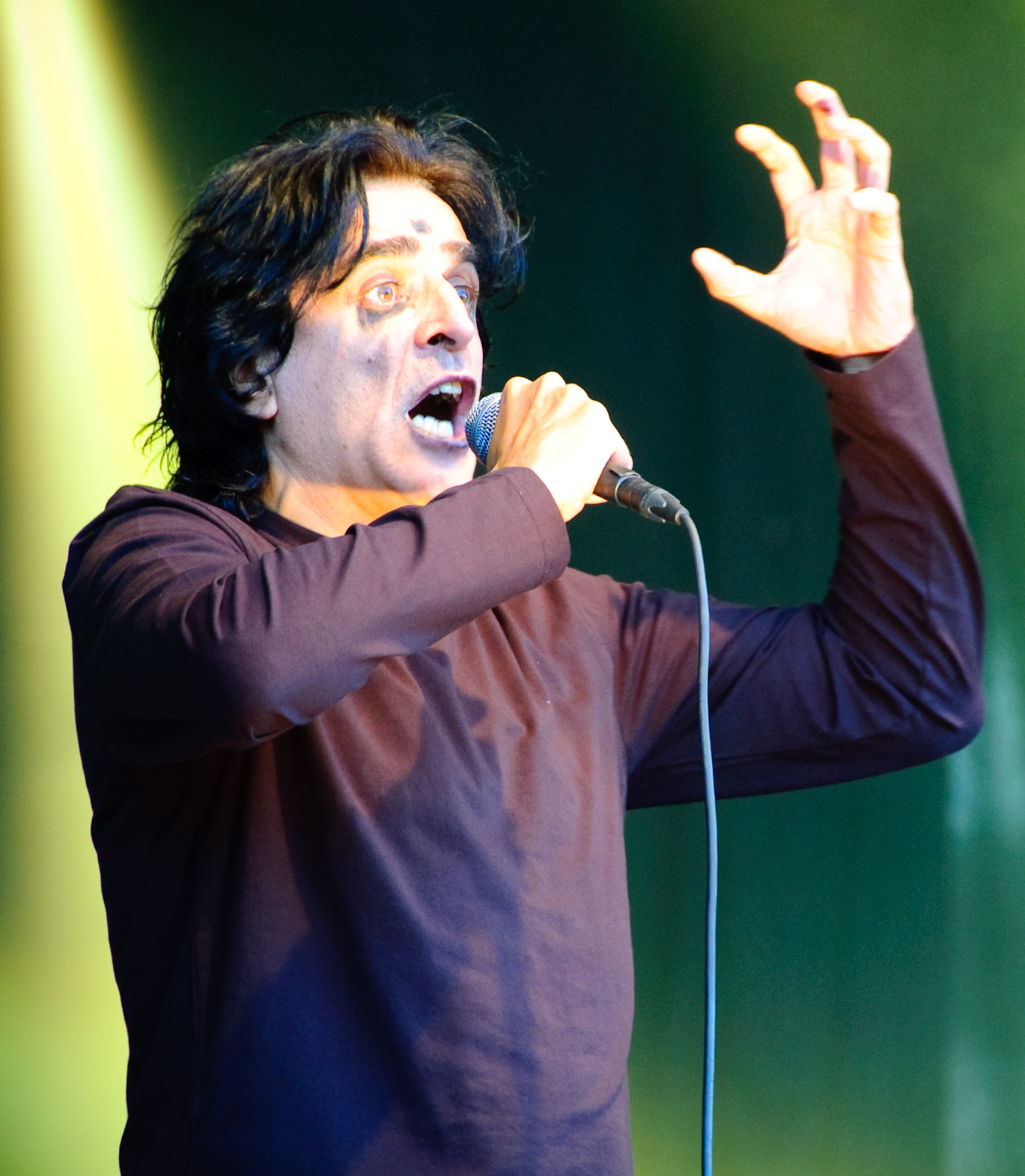
Jaz Coleman, 2009

Si les textes de Killing Joke penchent souvent vers le millénarisme, c'est principalement à cause de la grande culture mystique que s'est forgée Coleman au cours de sa vie. Il est féru d'occultisme et a étudié la divination et la numérologie. Les allusions à des événements à venir, à des lieux chargés de spiritualité et à des textes sacrés (comme les prophéties d'Ézéchiel) sont légion dans les albums de Killing Joke et ce depuis les origines.
Coleman évoque très souvent la fin du monde, bien qu'il semble qu'il faille entendre par là une fin de la civilisation telle qu'on la connaît actuellement plutôt qu'une disparition pure et simple de la race humaine. C'est à la suite de la révélation de l'imminence d'un tel cataclysme que Coleman s'est réfugié en Islande, vite rejoint par Geordie Walker, au début des années 1980. En 1988, lors de l'écriture de l'album Outside the Gate, il utilise les principes de la numérologie antique pour caler le tempo de ses compositions. Il se dira ensuite troublé par le déroulement de l'actualité de l'époque, qui semble coller de près avec les intuitions ou prémonitions qui lui sont transmises durant l'enregistrement. Il aurait ainsi pressenti, peu de temps à l'avance, l'attentat de Lockerbie.
Coleman est profondément influencé par l'héritage occulte d'Aleister Crowley et son Hermetic Order of the Golden Dawn (voir Ordre hermétique de l'aube dorée). Il ne voit pas les prestations scéniques de Killing Joke comme de simples concerts, mais comme une célébration, une communion mystique entre le groupe et son public. Coleman joue volontiers avec la symbolique religieuse, comme lorsque, dans le DVD du concert au Shepherds Bush Empire, il brandit une croix latine au-dessus du public.
Dans le même ordre d'idées, liant intimement musique et spiritualité, son apparition dans le film Rok Ďábla révèle sa façon de concentrer les énergies, d'éveiller la créativité, et de lier un groupe de personnes par d'autres moyens que la simple amitié. Il emmène ainsi les membres du groupe tchèque Čechomor dans un lieu isolé, vide de tout repère, et tâche de leur faire partager une expérience mystique dans le but d'améliorer leur façon de jouer ensemble. Dans cette scène, il fait usage de substances psychotropes pour éveiller l'esprit aux forces occultes. C'est là un autre point commun avec Crowley, qui, dans un carnet, s'était employé à noter les effets de la consommation de cocaïne sur son corps et son esprit, augmentant régulièrement les doses jusqu'à atteindre une forme d'extase.
En résumé, Coleman prône l'acceptation des penchants animaux de l'homme, et leur utilisation à « bon escient » plutôt que leur diabolisation. Il conseille ainsi de « laisser sortir les démons » pour mieux les utiliser. Le texte d'Exorcism, sur l'album Pandemonium, fait référence à cette façon de laisser l'inconscient s'exprimer : « Rise from the unconscious let it rise - Get it out - Watch it bubble to the surface - Wash it away » - « Laissez [le démon] sortir de l'inconscient - Faites[-le] sortir - Regardez-le faire des bulles à la surface - Balayez-le ».
Il ressort de quelques entretiens accordés à la presse que Coleman croit à la panspermie, base importante de nombre de ses croyances.
Fin juillet 2012, alors qu'il vient d'annuler un concert majeur de Killing Joke à Londres avec les groupes The Mission et The Cult, la disparition de Jaz Coleman est rendue publique : les autres membres du groupe sont sans nouvelles de lui. Il réapparaît une quinzaine de jours plus tard, expliquant être parti vivre une « expérience spirituelle de nomadisme » dans le Sahara occidental.

## Convictions politiques
De bon nombre des chansons écrites pour Killing Joke, depuis America en 1986, ainsi que des propos que Coleman tient en interview, il ressort une forte opposition de sa part à la politique internationale des États-Unis — pays dans lequel il refuse un temps de faire des tournées du fait qu'il incarne pour lui « l'antithèse d'un environnement créatif » — ainsi qu'à l'« ultralibéralisme ». Il s'en prend ainsi régulièrement aux grandes entreprises, souhaitant attirer l'attention sur le déséquilibre entre les grands profits réalisés par ces groupes et les conditions de vie difficiles dans lesquelles une partie de la population est maintenue. Selon Coleman, sa musique se base sur une « identité européenne » nécessaire pour contrebalancer les pouvoirs américain et chinois sur la scène mondiale. Il espère ainsi que l'Europe va s'affirmer comme un vrai contre-pouvoir politique et économique au fil des années, tout en critiquant l'alignement du Royaume-Uni sur la politique américaine, principalement au moment de la Guerre d'Irak. C'est l'attitude du gouvernement de Tony Blair qui l'a convaincu de renoncer définitivement à la nationalité britannique pour adopter la nationalité néo-zélandaise, pays dans lequel il s'est établi.

## Problèmes de santé

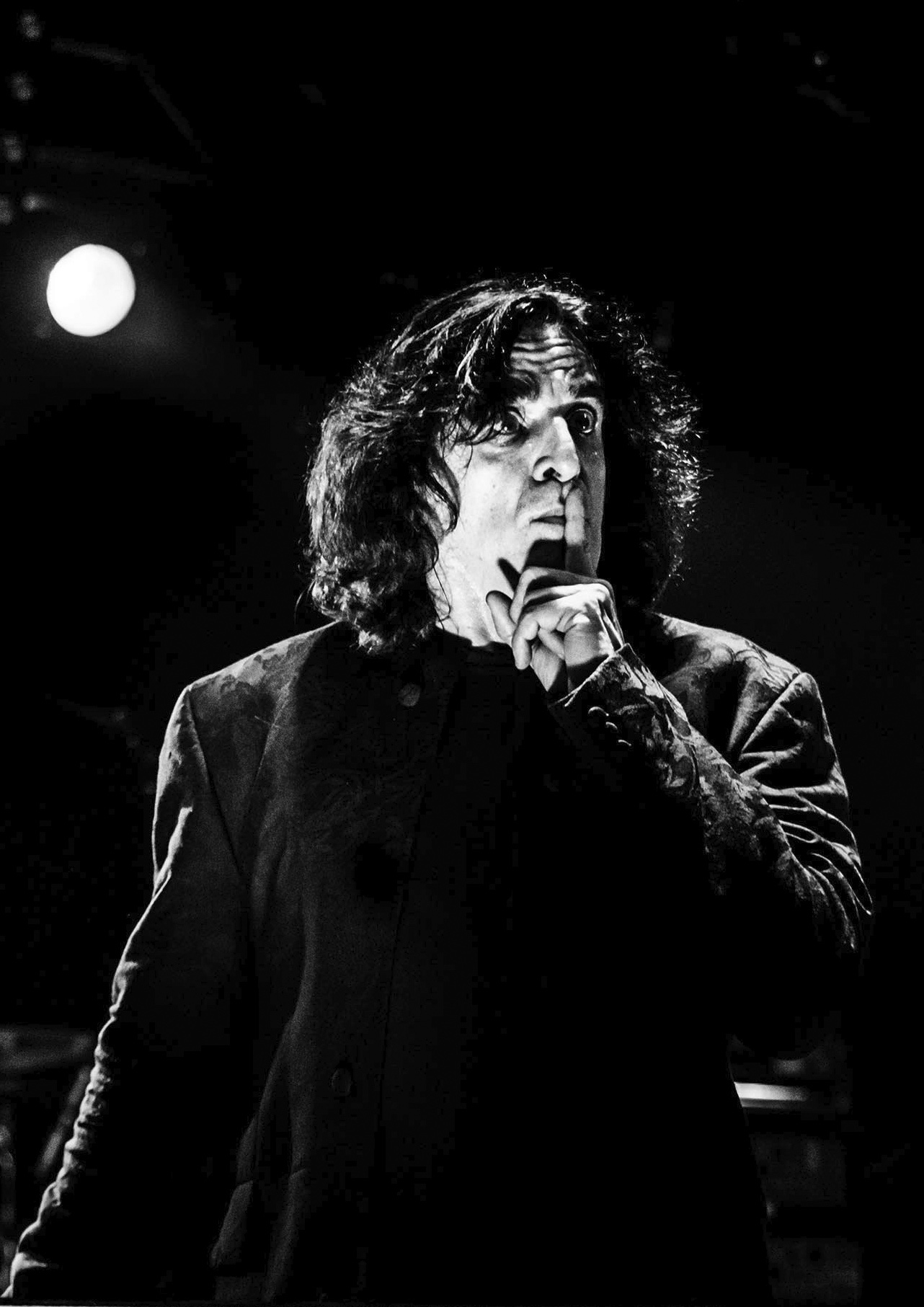
Jaz Coleman (Geneve 2016)

Jaz Coleman a souffert de divers problèmes de santé au cours de sa carrière. S'il est connu pour souvent poser avec à la main ou en bouche un cigare de belle taille, dans une interview accordée en 2012 au site radiometal.com, Coleman indique que sa santé le contraint à s'en passer temporairement, qu'il ne fume plus de marijuana et n'a pas touché à l'alcool depuis alors environ six ans. En 2016, la tournée nord-américaine de Killing Joke est annulée pour des « raisons de santé » non précisées. 
Un accident de pêche survenu en mai 2021 a failli lui être fatal : alors qu'il se tient debout sur un petit bateau, il perd l'équilibre et tombe à l'eau. Sauvé de la noyade, le chanteur est cependant hospitalisé dans un état grave et, selon lui, ses chances de survie ont été estimées à 50 %. Coleman se rétablit néanmoins rapidement et le groupe annonce, quelques semaines après l'incident, une tournée britannique pour le printemps 2022. 

## Discographie

### Albums, singles et collaborations
- 1988 : Outside the Gate, sorti en 1988, est à l'origine un travail personnel de Coleman. C'est Virgin Records, label avec lequel à la fois Jaz Coleman et Killing Joke étaient sous contrat, qui a décidé unilatéralement de sortir l'album sous l'estampille « Killing Joke » (album, Virgin Records)
- 1990 : Songs from the Victorious City, composé en collaboration avec Anne Dudley (album, China Records)
- 1995 : Us and Them: Symphonic Pink Floyd (album, Philips)
- 1997 : Kashmir: the Symphonic Led Zeppelin (album, POINT Music (PolyGram Music))
- 2000 : avec Nigel Kennedy : Riders on the Storm : the Doors Concerto (album, Decca Records)
- 2001 : Proměny, compositions de Jaz Coleman interprétées par le groupe Čechomor et l'Orchestre national de Prague (album, Universal Music)
- 2014 : The Island: Symphony No. 2, œuvre symphonique interprétée par l'orchestre philharmonique d'Auckland (album, Killing Joke Records)
- 2016 : avec Levee Walkers : chant sur Freedom Song et Tears for the West (single, Hockeytalkter Records)
- 2019 : Magna Invocatio: A Gnostic Mass for Choir and Orchestra Inspired by the Sublime Music of Killing Joke, accompagné par l'orchestre philharmonique de Saint-Petersbourg (double album, Spinefarm)
- 2020 : duo Black & Red avec Ondrej Smeykal : On the Day the Earth Went Mad (single, Cadiz Music)
- 2020 : avec Youth : Occular (album, Painted Word)
- 2021 : K÷93[N 1], avec Geordie Walker et Peter Hook, bassiste de Joy Division (maxi 45 tours limité à 2 000 exemplaires) : première sortie officielle d'une partie d'un projet d'album collaboratif réalisé en 1993 et égaré depuis : une copie des bandes, conservée par Chris Kettle, ancien patron d’E.G. Records, a été retrouvée en novembre 2019[25].

### Avec Killing Joke
Jaz Coleman est compositeur ou co-compositeur, auteur ou co-auteur et chanteur principal de tous les titres de Killing Joke. Il en est également le claviériste en studio ; il assure le chant et le clavier sur scène jusqu'au milieu des années 1980, après quoi il se consacre uniquement au chant durant les prestations scéniques de Killing Joke.

## Filmographie
- 2002 : Rok Ďábla, film de Petr Zelenka —  République tchèque : Jaz Coleman tient son propre rôle.

### Musique de film
- 2000 : avec Youth : Cendrillon Rhapsodie (en) (Cinderella), téléfilm britannique de Beeban Kidron diffusé en 2000[26].